# إيفو جورجييف
إيفو جورجييف (بالبلغارية: Иво Георгиев)‏ هو لاعب كرة قدم بلغاري في مركز الوسط، ولد في 12 مايو 1972 في صوفيا في بلغاريا. شارك مع منتخب بلغاريا لكرة القدم. أما مع النوادي، فقد لعب مع أكاداميك صوفيا وبوتيف فراتسا وفالدهوف مانهايم وليفسكي صوفيا ونادي آراو ونادي بودابست هونفيد ونادي دبرتسني ونادي دوبرودزا دوبريتش ونادي سبارتاك فارنا ونادي شومن للمحترفين 2010.

## وصلات خارجية
- إيفو جورجييف على موقع قاعدة بيانات كرة القدم.إي يو (الإنجليزية)
- إيفو جورجييف على موقع ناشيونال فوتبول تيمز (الإنجليزية)